# Катарина Австрийска (1420 – 1493)
Вижте пояснителната страница за други личности с името Катарина Австрийска.
Катарина Австрийска (на немски: Katharina von Österreich; * 1424, Винер Нойщат; † 11 септември 1493, дворец Хоенбаден) от род Хабсбурги, е чрез женитба маркграфиня на Баден.

## Живот
Тя е втората дъщеря на херцог Ернст Железни от Австрия-Щирия (1377 – 1424) и втората му съпруга принцеса Кимбурга от Мазовия (1394 – 1429). Катарина е по-малка сестра на Фридрих III, който става през 1452 г. император на Свещената Римска империя.
Катарина се омъжва на 15 юли 1447 г. в Пфорцхайм за маркграф Карл I фон Баден (1427 – 1475). Катарина донася в брака си 30 000 дукати. 
Катарина има щастлив брак. Тя живее още 18 години след нейния съпруг и става майка на Дом Баден. Нейният син Кристоф ѝ дава дворец Хоенбаден като вдовишка резиденция и построява Новия дворец в Баден-Баден. Катарина е погребана в абатската църква Unserer Lieben Frau в Баден-Баден.

## Деца
- Катарина (1449 – 1484), ∞ 19 май 1464 г. за граф Георг III фон Верденберг-Зарганс
- Кимбурга или Цимбурга (1450 – 1501), ∞ 30 януари 1469 г. за граф Енгелберт II фон Насау-Диленбург
- Маргарета (1452 – 1495), абатеса в манастир Лихтентал
- Кристоф I (1453 – 1527), маркграф на Баден, ∞ 30 януари 1469 г. за графиня Отилия фон Катценелнбоген (1451 – 1517)
- Албрехт (1456 – 1488), маркграф на Баден-Хахберг
- Фридрих IV (1458 – 1517), епископ на Утрехт (1496 – 1517)